# Lwi
Pour les articles homonymes, voir Lui.
La Lwi (aussi écrit Lui et anciennement Loui) est une rivière d’Angola qui prend source dans le nord de l’Angola et un affluent du Kwango dans le bassin du Congo. 
Sa longueur est d’environ 660 km.